# TV Mais (Cuiabá)
TV Mais é uma emissora de televisão brasileira sediada em Cuiabá, Mato Grosso. Opera no Canal 17.1 (18 UHF) e é afiliada a TV Cultura. Pertence a Fundação Altamiro Galindo.

## Sinal digital
| Canal virtual | Canal digital | Resolução de tela | Programação                                   |
| ------------- | ------------- | ----------------- | --------------------------------------------- |
| 17.1          | 18 UHF        | 1080i             | Programação principal da TV Mais / TV Cultura |

### Transição para o sinal digital
Com base no decreto federal de transição das emissoras de TV brasileiras do sinal analógico para o digital, a TV Mais, bem como as outras emissoras de Cuiabá, cessou suas transmissões pelo canal 17 UHF em 14 de agosto de 2018, seguindo o cronograma oficial da ANATEL.